# Alice Bel Colle
Alice Bel Colle es una localidad y comune italiana de la provincia de Alessandria, región de Piamonte, con 780 habitantes.

## Evolución demográfica
| Gráfica de evolución demográfica de Alice Bel Colle entre 1861 y 2001 |
|                                                                       |
| Fuente ISTAT - elaboración gráfica de Wikipedia                       |